# Nagy Tibor Gyula-díj
A Nagy Tibor Gyula-díj az oktatási miniszter által adományozott egyik állami elismerés. Az oktatás területén az európai jogharmonizációért és a közigazgatás korszerűsítéséért kimagasló tevékenységet folytató személyeknek adományozható. Jutalomösszege 450 000 Ft/fő. Első alkalommal 2004. március 4-én, Nagy Tibor Gyula halálának 5. évfordulója alkalmából került kiosztásra. Évente március 4-én, két személy kaphatja. A díjazott adományozást igazoló okiratot és plakettet kap.

## A plakett
A plakett Cséry Lajos szobrászművész alkotása. Kerek alakú, bronzból készült, átmérője 80, vastagsága 8 mm. A plakett egyoldalas, Nagy Tibor Gyula domború arcképét és a Nagy Tibor Gyula-díj feliratot ábrázolja.

## Díjazottak

### 2010
- Rádli Katalin, az Oktatási és Kulturális Minisztérium Felsőoktatási Főosztálya főosztályvezető-helyettese[1]
- Torma András, a Miskolci Egyetem intézetigazgató egyetemi tanára[1]

### 2009
- Müller György, egyetemi oktató
- Szövényi Zsolt, a szaktárca főosztályvezetője

### 2008
- Kalas Tibor, a Miskolci Egyetem Állam- és Jogtudományi Kar Államtudományi Intézetének egyetemi tanára
- Máthé Gábor, az ELTE Állam- és Jogtudományi Kar Magyar Állam- és Jogtörténeti Tanszékének egyetemi docense

### 2007
- Prugberger Tamás, a Miskolci Egyetem Állam- és Jogtudományi Karának és a Debreceni Egyetem Állam- és Jogtudományi Karának egyetemi tanára
- Veres Erzsébet, a Budapesti Corvinus Egyetem Nemzetközi Irodájának irodavezetője